# أماندا ستافيلي
أماندا لويز ستافيلي (بالإنجليزية: Amanda Staveley)‏ (ولدت في 11 أبريل 1973 بالقرب من ريبون، شمال يوركشاير، إنجلترا) هي سيدة أعمال بريطانية معروفة بشكل رئيسي بعلاقاتها مع مستثمرين من الشرق الأوسط. ساعدت جمعية سعودية للاستحواذ على نيوكاسل يونايتد في صفقة اكتملت في أكتوبر 2021.
في عام 2008، لعبت ستافيلي دورًا بارزًا في استثمار 7.3 مليار جنيه إسترليني في باركليز من قبل العائلات الحاكمة في أبو ظبي وقطر، ومن قبل صندوق الثروة السيادي القطري.
عملت شركة بي سي بي كابيتال بارتنرز المملوكة لستافيلي نيابة عن الشيخ منصور بن زايد آل نهيان من العائلة المالكة في أبو ظبي، الذي استثمر 3.5 مليار جنيه إسترليني للسيطرة على 16 في المائة من البنك. قيل أن الصفقة قد أكسبت شركة بي سي بي كابيتال بارتنرز عمولة قدرها 110 ملايين جنيه إسترليني، والتي بعد الدفع للمستشارين، مثلت ربحًا قدره 40 مليون جنيه إسترليني. شارك ستافيلي أيضًا في عملية شراء منصور رفيعة المستوى لنادي مانشستر سيتي لكرة القدم في سبتمبر 2008.
حاولت ستافيلي أيضًا في مناسبتين شراء حصة في نادي نيوكاسل يونايتد لكرة القدم، الأولى في عام 2018 ومرة أخرى في عام 2020 كجزء من مجموعة يقودها صندوق الاستثمارات العامة، صندوق الثروة السيادي في السعودية. تم الانتهاء من الاستحواذ في 7 أكتوبر 2021 مع امتلاك ستافيلي 10% من النادي بجانب الإخوان روبن مع امتلاك صندوق الاستثمارات العامة للأغلبية بنسبة 80٪.

## حياتها المبكرة والتعليم
ولدت ستافيلي في يوركشاير. هي ابنة روبرت ستافيلي، وهو مالك أرض في شمال يوركشاير أسس متنزه وادي لايت ووتر الترفيهي، حيث كانت ستافيلي نادلة عندما كانت طفلة؛ كانت والدتها، لين، عارضة أزياء وبطلة في قفز العرض.
تلقت ستافيلي تعليمها في مدرسة كوين مارغريت في يورك. عندما كانت طفلة، شاركت في قفز الحواجز وألعاب القوى. في سن الـ16، تركت ستافيلي المدرسة والتحقت بمدرسة التحميل، وفازت بمكان لقراءة اللغات الحديثة في كلية سانت كاثرين، كامبريدج. كطالبة، استكملت دخلها بالعمل كعارضة أزياء. تخلت ستافيلي عن شهادتها بعد معاناتها من الإجهاد بعد فاجعة أسرية.

## عملها الوظيفي

### مسيرتها المبكرة وإنشاء كيو.تون
في عام 1996م، اقترضت ستافلي 180 ألف جنيه إسترليني واشترت مطعم "ستوكس" بمنطقة بوتيشام بين كامبريدج ونيوماركت. ومن خلال عملها في المطعم، تعرفت ستافلي على أعضاء مجتمع سباقات نيوماركت، ولا سيما العاملين في أسطبلات سباق الخيل لعائلة جودولفين التابعة لعائلة آل مكتوم من دبي، فضلًا عن أشخاص من شركات التكنولوجيا الرائدة في كامبريدج. وفي أواخر التسعينيات، باشرت ستافلي الاستثمار في سوق الأسهم وأصبحت مستثمرة نشطة لا سيما في مجال التقنية الحيوية كشركة فوتورا ميديكال.
وفي عام 2000 أغلقت ستافلي مطعم "ستوكس" وافتتحت مركز "كيو.تون" للمؤتمرات والفعاليات بتكلفة 10 ملايين جنيه إسترليني، تم تطويره بالشراكة مع كلية ترينيتي بكامبريدج ضمن مجمع كامبريدج للعلوم. ويُعتقد أن من بين مستثمري "كيو.تون" الملك عبد الله الثاني من الأردن.

### بي سي بي كابيتال بارتنرز

#### مانشستر سيتي وليفربول
جاءت صفقة باركليز في أعقاب شراء الشيخ منصور لمانشستر سيتي لكرة القدم بقيمة 210 مليون جنيه إسترليني. في سبتمبر من نفس العام من خلال مجموعة أبوظبي المتحدة للتنمية والاستثمار، ورد أن قيمة الصفقة تبلغ 10 ملايين جنيه إسترليني كعمولة لشركة بي سي بي كابيتال بارتنرز. في الوقت نفسه، شارك ستافيلي في مفاوضات موسعة مع شركة دبي إنترناشونال كابيتال برئاسة الشيخ محمد بن راشد آل مكتوم لشراء حصة 49% من نادي ليفربول لكرة القدم، على الرغم من أن الصفقة كانت ستمنح ستافيلي مكانًا في مجلس إدارة النادي، تعثرت في النهاية.

#### الاستحواذ على نيوكاسل يونايتد
في 20 نوفمبر 2017، قدمت Staveley عرضًا بقيمة 300 مليون جنيه إسترليني لشراء نيوكاسل يونايتد، والذي فشل. تم الإعلان عن عرض استحواذ جديد، ممول بشكل أساسي من صندوق الاستثمارات العامة السعودي، في أبريل 2020. وتراجع مرة أخرى في 30 يوليو 2020 وفقًا لما أوردته بي بي سي والتايمز ووسائل الإعلام الأخرى. تم إبرام صفقة بقيمة 300 مليون جنيه إسترليني بنجاح في 7 أكتوبر 2021 حصلت فيها ستافيلي على 10% من أسهم نيوكاسل يونايتد، ونفس الرقم للإخوان روبن، وحصل صندوق الاستثمارات العامة على حصة قدرها 80%.

## حياتها الشخصية
تصدرت ستافيلي في البداية عناوين الصحف الشعبية بعد مواعدة الأمير أندرو دوق يورك، في عام 2003. في أكتوبر 2011، تزوجت بالممول البريطاني الإيراني مهرداد قدوسي، في حفل أقيم في ويست ويكومب بارك في باكينغهامشير. تعيش ستافيلي في دبي ولديها منزل في بارك لين بلندن.